# 貝爾特蘭德山

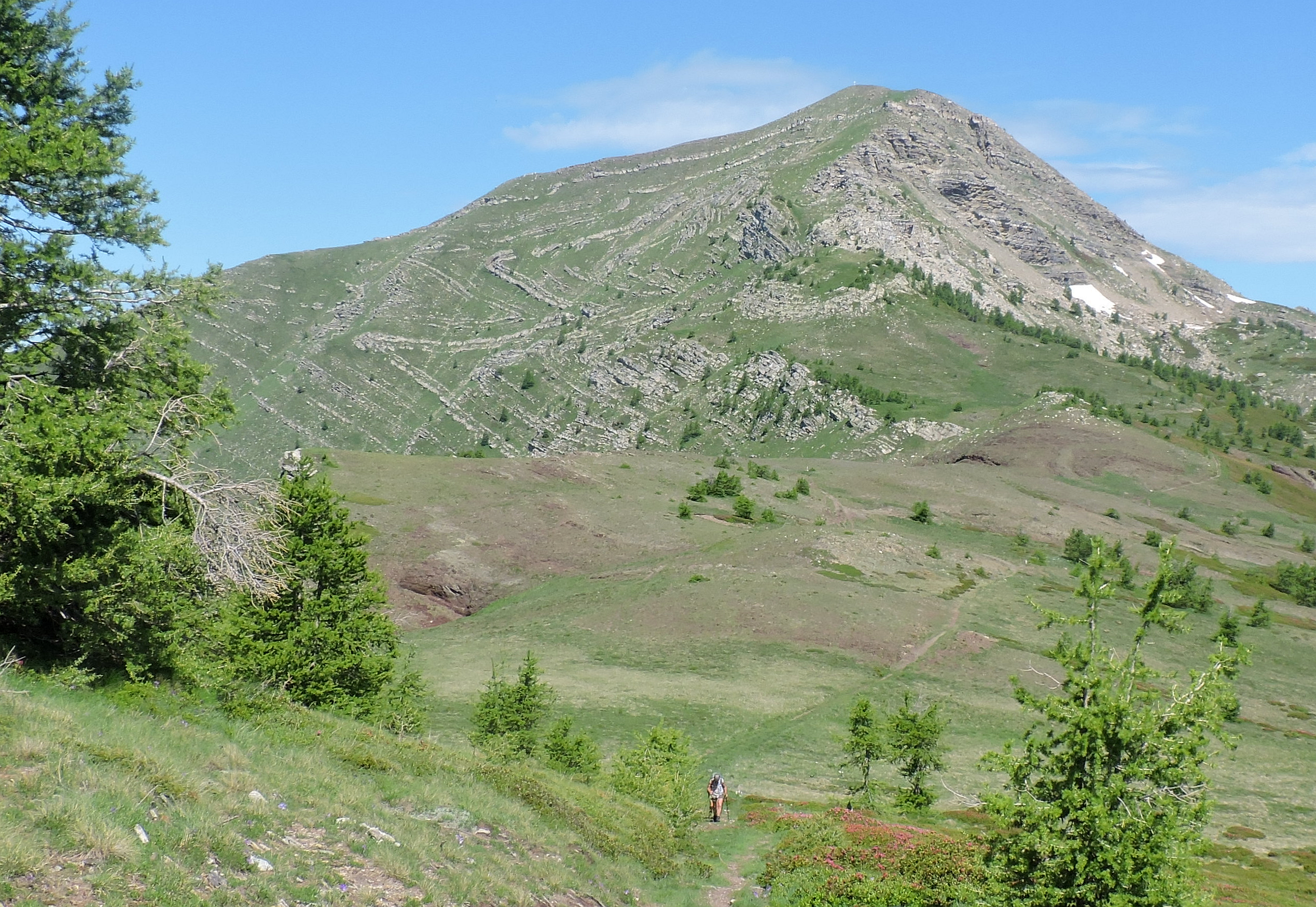

44°07′05″N 7°40′28″E / 44.1179594°N 7.6745752°E
貝爾特蘭德山（法語：Monte Bertrand），是西歐的山峰，位於法國和意大利接壤的邊境，由普羅旺斯-阿爾卑斯-蔚藍海岸大區和皮埃蒙特大區負責管轄，屬於利古里亞阿爾卑斯山脈的一部分，海拔高度2,480米，每年平均降雨量1,460毫米。